# Лодий, Андрей Петрович
Андрей Петрович Лодий (1803, Санкт-Петербург — 20 декабря 1870 (1 января 1871), Санкт-Петербург) — российский оперный певец, лирический тенор, музыкальный педагог.

## Биография
Родился в 1803 году в Санкт-Петербурге, куда его отец, П. Д. Лодий был приглашён из Кракова ситать лекции в Главном педагогическом институте.
В 1824 году действительным студентом окончил философско-юридический факультет Санкт-Петербургского университета.
Пению учился в Италии, затем, по возвращении, совершенствовался у М. И. Глинки, вращался в кружке Глинки и Кукольника. В 1837—1838 годах пел в русской опере петербургского Большого театра, исполнял партию Собинина в опере Глинки «Жизнь за Царя»; «оказался однако слаб для сцены»: его голос, несмотря на изящество, был слабым, и он после вступления в брак поступил на службу экзекутором в Государственный ассигнационный банк и, одновременно, вёл педагогическую деятельность. В 1859—1861 годах он преподавал в музыкальных классах Русского музыкального общества.
Прославился, главным образом, как камерный певец — исполнитель романсов А. Е. Варламова, А. С. Даргомыжского, М. И. Глинки, который посвятил ему каватину «Давно ли роскошно ты розой цвела». А. П. Лодий написал несколько романсов, среди которых наиболее известен «Где вы, счастливые дни».
Умер 20 декабря 1870 (1 января 1871) года. Похоронен на Смоленском православном кладбище.
Сын — певец Петр Лодий; внучка — певица Зоя Лодий.